# Тригексафлексагон
Тригексафлексагон — гексафлексагон с тремя поверхностями. Это самый простой из всех флексагонов.

## Изготовление тригексафлексагона
Тригексафлексагон можно свернуть из полоски бумаги, разделённой на десять равносторонних треугольников, следующим образом* Вырезать из бумаги ленту шириной в 4-7 см и разметить с двух сторон согласно рисунку:
- Перегнуть ленту по каждой из линий в обе стороны и снова разогнуть.
- Перегнуть ленту по линиям a-b и c-d так, чтобы секторы с «двойками» совместились друг с другом:

- Перегнуть ленту по линии e-f так, чтобы совместились последние две «двойки».
- Намазать клеем секторы, помеченные звёздочкой, и склеить их:

### Метод складывания
Складывание тригексафлексагона осуществляется следующим образом:
Модель берётся двумя пальцами правой руки за угол D. Левая часть модели сгибается двумя пальцами левой руки по линии AO от себя так, чтобы с обратной стороны треугольники ABO и AFO совместились. Образуется «пирамидка с хвостом-клапаном».
Затем угол D совмещается сзади с углами B и F. В этот момент точки B, F, D находятся прямо за точкой O.
После этого конструкция раскрывается сначала по линии COE (при этом точка O уходит вправо), а затем по линии AO.
Этот метод складывания носит название pinch flex.
Для поочерёдного просмотра всех трёх плоскостей тригексафлексагона достаточно повторять описанную последовательность действий, после каждого раза поворачивая модель на 60°.